# Changwon Metro City 2
Le Changwon Metro City 2  (en coréen : 창원 메트로시티 2단지 en hangeul) est un ensemble de gratte-ciel construit de 2012 à 2015 à Changwon en Corée du Sud.
Il comprend 7 tours à usage de logement :
- Metro City 201, haut de 160 m pour 49 étages
- Metro City 202, haut de 158 m pour 48 étages
- Metro City 203, haut de 157 m pour 47 étages
- Metro City 204, haut de 160 m pour 49 étages
- Metro City 205, haut de 145 m pour 44 étages
- Metro City 206, haut de 163 m pour 49 étages
- Metro City 207, haut de 196 m pour 55 étages

La Metro City 207 est le plus haut gratte-ciel de Changwon  et est l'un des plus hauts de Corée du Sud en dehors des deux plus grandes agglomérations que sont Séoul et Busan .